# L'Élégant Garçon de cabine
L'Élégant Garçon de cabine (titre original : The Handsome Cabin Boy) est une nouvelle américaine de l'écrivain Jack London publiée aux États-Unis en 1899. En France, elle a paru pour la première fois en 1977.

## Historique
La nouvelle est publiée dans le magazine The Owl en juillet 1899, elle n'a pas été reprise dans un recueil.

## Résumé
A bord d'un yacht, deux hommes font un pari : Jack Haliday soutient qu'avec un bon déguisement, son ami le narrateur pourrait ne pas différencier un homme d'une femme. Peu après, le garçon de cabine est maltraité par le cuisinier ; il est sauvé par le narrateur, qui s'aperçoit que l'adolescent est en réalité une adolescente, de seize ans. Le yachtman la débarque à Honolulu. Plutôt que de la renvoyer chez elle par le premier vapeur, il la garde auprès de lui. Il commence à songer à un mariage malgré la différence d'âge...

## Éditions

### Éditions en anglais
- The Handsome Cabin Boy, dans le magazine The Owl, juillet 1899.

### Traductions en français
- L'Élégant Garçon de cabine, traduction de Jacques Parsons, in Les Yeux de l’Asie, recueil, U.G.E., 1977.